# Mycomya kuusamoensis
Mycomya kuusamoensis är en tvåvingeart som beskrevs av Vaisanen 1979. Mycomya kuusamoensis ingår i släktet Mycomya och familjen svampmyggor. Arten har ej påträffats i Sverige. Inga underarter finns listade i Catalogue of Life.